# Officine Panerai
Panerai ist eine italienische Uhrenmanufaktur im Luxussegment mit Sitz in Mailand und Produktion in Neuchâtel (Schweiz). Panerai ist seit 1997 Teil des Schweizer Luxusgüterkonzerns Richemont.

## Geschichte
1860 gründete Giovanni Panerai am Ponte alle Grazie in Florenz ein Uhrmachergeschäft, dessen Leitung 1890 von seinem Großenkel Guido Panerai übernommen wurde. Es folgte der Umzug auf die Piazza San Giovanni sowie die Umbenennung von Orologeria Svizzera in Officine Panerai und die Entwicklung von zahlreichen Patenten im Uhren- und Optikbereich.
1938 beauftragte die italienische Marine das Familienunternehmen, eine Taucheruhr mit hohen Anforderungen an die Ablesbarkeit und Zuverlässigkeit zu konstruieren. Da Panerai nicht über das notwendige Know-how verfügte, bestellte man die Uhren bei Rolex. Rolex stattete die Uhren mit Cortébert-Handaufzugswerken aus. Anschließend baute Panerai die eigenen Zifferblätter mit der Leuchtmasse „Radiomir“ in Sandwichbauweise ein. Die Panerai Radiomir war dank der Leuchtmasse Radiomir auch unter Wasser und bei schlechten Lichtverhältnissen gut ablesbar. Sie wurde ausschließlich von der italienischen Kampfschwimmertruppe „Gamma“ getragen und unterlag lange der militärischen Geheimhaltung. Insgesamt sollen 2000 Stück hergestellt worden sein.
Ab 1950 wurde das radiologisch bedenkliche Radiomir durch Luminor ersetzt. Auch der Uhrenname wurde dahingehend geändert. Außerdem erhielt das Uhrengehäuse den für Panerai-Uhren charakteristischen Halbmondbügel zum Schutz der Krone.
1993 wurde diese Uhr in einer Stückzahl von 1000 Exemplaren als Luminor und Luminor Marina für den freien Verkauf produziert und entwickelte sich bald zu einem Luxusgegenstand.
Panerai ist heute eine Luxus-Uhrenmarke, die im hochpreisigen Segment angesiedelt ist. Seit 1997 gehört Panerai zur Richemont-Gruppe.

## Produkte
Die Uhren von Panerai sind jeweils einer von vier verschiedenen Kollektionen zugeordnet:
- Submersible
- Luminor
- Luminor Due
- Radiomir

Diese können in unterschiedliche Linien weiter unterteilt werden:
- Historische Linie: „Luminor Base“, „Luminor Marina“ und „Radiomir“
- Zeitgenössische Linie: „Luminor Marina Automatic“, „Luminor Submersible“, „Luminor GMT“, „Luminor Chrono“, „Luminor Powerreserve“, „Radiomir GMT“, „Radiomir GMT Alarm“, „Radiomir Chrono“ und „Radiomir 8 Days“.
- Kollektion „Luminor Due“, deren Modelle flacher sind als die Uhren der originalen Luminor-Kollektion.
- Diverse Special-Edition-Modelle, wie z. B. die PAM 194 „La Bomba“, eine 47 mm durchmessende und 19 mm hohe, bis 2500 Meter wasserdichte Taucheruhr, sowie diverse Neuauflagen historischer Modelle limitiert Panerai in geringen Stückzahlen.

Wie viele Mitbewerber auch, verwendete Panerai früher überwiegend Schweizer Uhrwerke des Unternehmens ETA, die durch Sonnenschliffe, geänderte Brücken und weitere Verzierungen ansehnlicher gemacht werden und nach Feinjustage eine Chronometerzertifizierung erhalten. Mittlerweile verbaut Panerai ausschließlich Uhrwerke aus der eigenen Manufaktur, beispielsweise die Automatikuhrwerke P.900, P.6000 und P.9010.

## Eilean (Segelyacht)
2006 wurde auf der Insel Antigua die baufällige Ketsch Eilean  gefunden und von Panerai nach Italien gebracht, um in einer 
toskanischer Werft komplett restauriert zu werden. Nach 3 Jahren Arbeit fand 2009 der Stapellauf bei der italienischen Marine statt.
Die 1936 gebaute Eilean ist heute als "Segelbootschafter" für Panerai weltweit unterwegs.

## Soziales Engagement
Panerai unterstützt u. a. die Imibala-Stiftung, die bedürftigen Kindern in Südafrika den Schulbesuch ermöglicht.

## Trivia
Der Schauspieler Sylvester Stallone trägt auf eigenen Wunsch im Film Daylight deutlich sichtbar eine Armbanduhr der italienischen Marke Officine Panerai. Es handelt sich dabei um das Modell „Luminor Logo“ mit der Referenz 5218/201-A. Es ist Sylvester Stallone zu verdanken, dass die damals noch recht unbekannte Marke Panerai seitdem an Bekanntheit gewonnen hat und besonders in Hollywood einen regelrechten Boom auf die Taucheruhren aus Florenz auslöste. Ihm zu Ehren gibt es seitdem immer wieder Panerai-Modelle, die den Schriftzug „Daylight“ oder „SlyTech“ (Sly ist Stallones Spitzname) tragen.
In Teil 4 der Rambo-Reihe trägt Sylvester Stallone wiederum eine Panerai (Marina Militare).
Im Film Eraser ist im Vorspann kurz eine Luminor Marina zu sehen, die anscheinend dem Marshal John Kruger (Arnold Schwarzenegger) gehört.
Ebenfalls eine Luminor Marina konnte man am Handgelenk von DMX als Latrell Walker im Film Exit Wounds – Die Copjäger sehen.
Im Film The Expendables trägt Sylvester Stallone in seiner Rolle als Barney Ross eine Panerai Luminor Regatta.
Jason Statham trägt im Film Transporter – The Mission von 2005 eine Luminor Daylight.
In der Serie Castle (Folge 6.20: Zeitreise in die Siebziger) wird Panerai erwähnt, als ein Mafia-Boss ermordet vorgefunden wird. Genau dieser Mafia-Boss, so erwähnt Castle, habe eine Schwäche für Panerai-Uhren gehabt.